# Lubocz
Lubocz est une localité polonaise de la gmina de Rzeczyca, située dans le powiat de Tomaszów Mazowiecki en voïvodie de Łódź.